# Fujiwara no Michinori
Fujiwara no Michinori (藤原通憲), né en 1106 et décédé le 23 janvier 1160, est  un poète et moine bouddhiste, aussi connu sous son nom de religieux, Shinzei (信西).

## Biographie
Ce fils de Fujiwara no Sanekane exerçait un grand pouvoir sur la cour, grâce au fait que son épouse avait été la nourrice de Go-Shirakawa, et était l'un des conseillers de l'empereur Nijō et un des alliés de Taira no Kiyomori, durant la rébellion de Heiji en 1159. Il est mort durant cette rébellion en affrontant Minamoto no Yoritomo.
Il est l'auteur d'une histoire du Japon, le Honchō Seiki.